# France Gall
France Gall, artiestennaam van Isabelle Gall (Parijs, 9 oktober 1947 – Neuilly-sur-Seine, 7 januari 2018), was een Franse zangeres.

## Biografie

### Jonge jaren
France Gall werd geboren in een muzikale familie. Haar moeder was zangeres en haar vader, Robert Gall, stond bekend als liedjesschrijver voor onder meer Charles Aznavour en Édith Piaf.
Toen ze vijftien was nam ze in 1963 onder de naam France Gall haar eerste single op: Ne sois pas si bête, die meteen een hit werd in Frankrijk. Een tweede single in 1964, Sacré Charlemagne, geschreven door haar vader, was opnieuw een hit.
In 1965 werd de blonde tienerster door Luxemburg uitgezonden naar het Eurovisiesongfestival in Napels, met het nummer Poupée de cire, poupée de son (geschreven door Serge Gainsbourg). Gall won en werd meteen internationaal bekend.
In de volgende jaren had ze verdere successen met Les sucettes (ook van Serge Gainsbourg), waarvan de ironisch-erotische betekenis haar toen volledig ontging en Bébé requin. De nummers die ze daarna opnam waren van mindere kwaliteit en haar carrière raakte in het slop. Ze had in die tijd wel een relatie met de bekende zangers Claude François en Julien Clerc (van 1970 tot 1974). Na hun liefdesbreuk schreef François voor haar het nummer Comme d'habitude, heden - met een nieuwe tekst van Paul Anka - wereldberoemd onder de titel My Way.
Gall had grote invloed op het verspreiden van haar kapsel de boblijn als modetrend.

### Latere carrière

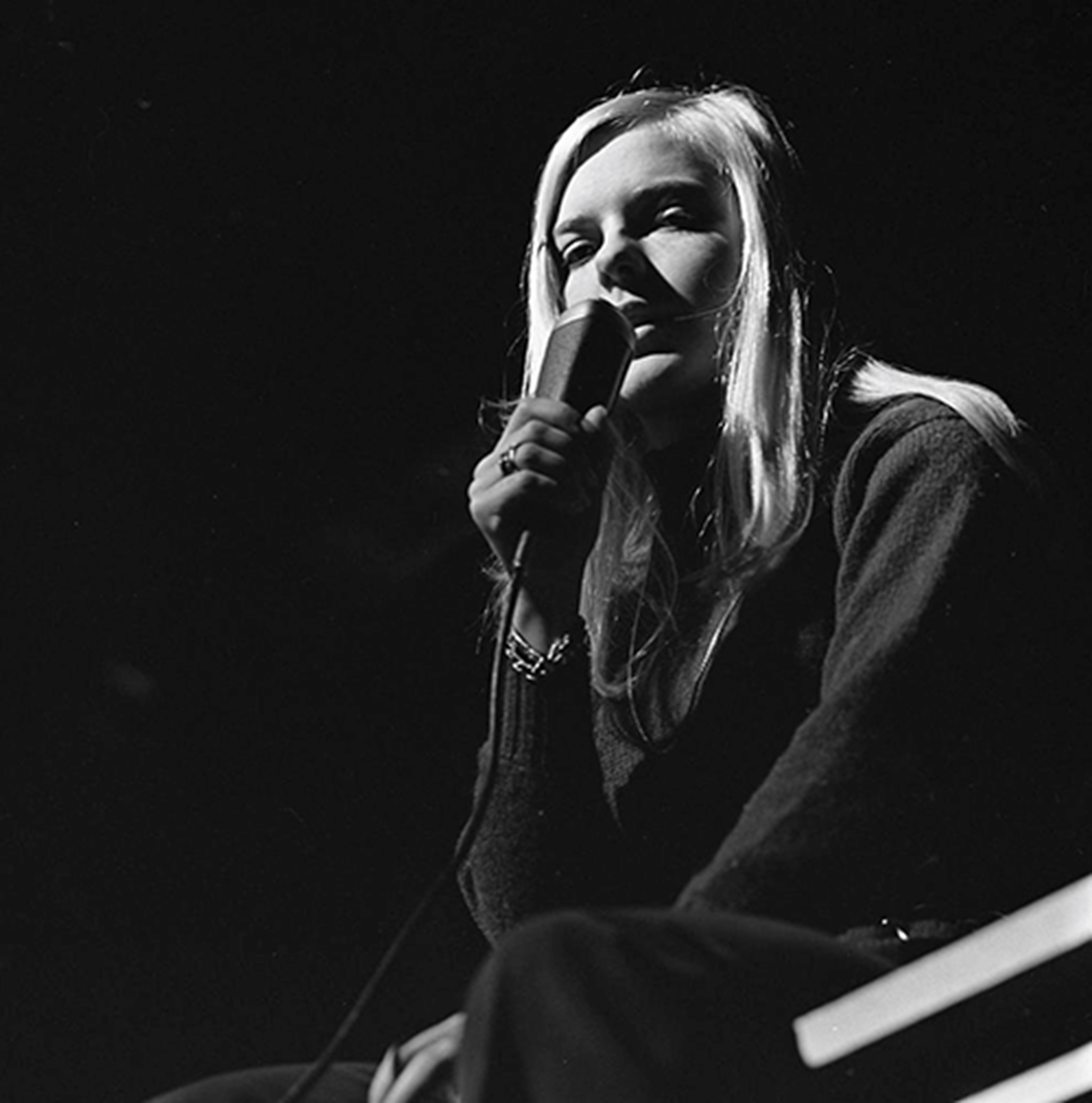
France Gall in Fenklup (1968)

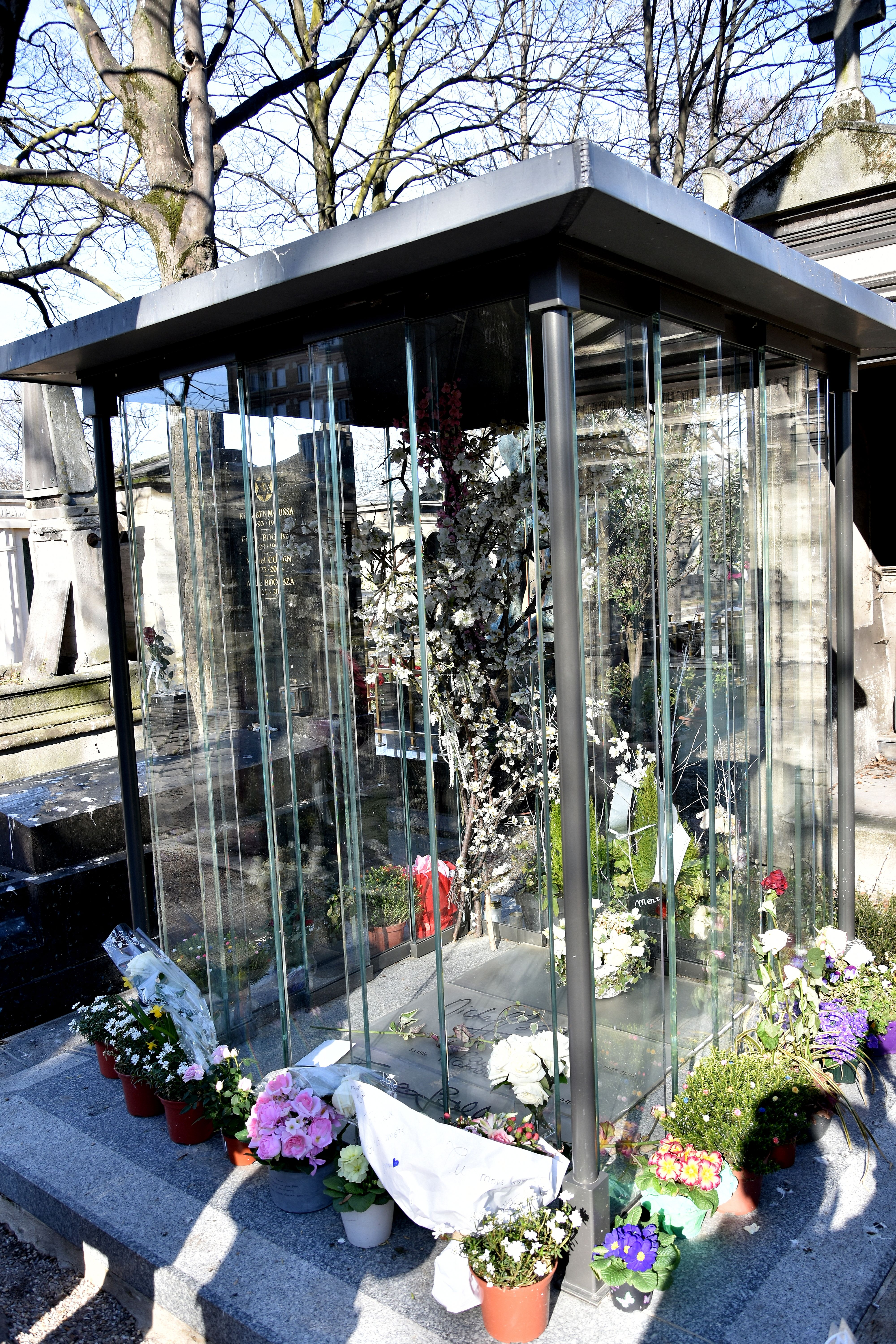
Graf van France Gall op cimetière de Montmartre

Een belangrijk keerpunt in haar persoonlijk leven en in haar carrière was de ontmoeting met de zanger en componist Michel Berger in 1974. Ze begonnen een relatie die in juni 1976 uitmondde in een huwelijk. Ze kregen een dochter Pauline (14 november 1978) en een zoon Raphaël (2 april 1981). Berger begon voor Gall nieuwe nummers van goede kwaliteit te schrijven. Hits werden onder meer La Déclaration (1974), Samba Mambo (1975) en Il jouait du piano debout over Jerry Lee Lewis (geïnspireerd door Elton John).
In 1978 schreef Berger samen met de Canadese songwriter Luc Plamondon de succesvolle rockopera Starmania, waarin Gall een van de hoofdrollen kreeg naast onder meer Daniel Balavoine. Onder invloed van Berger ontwikkelde Gall zich tot een volwassen, technisch onderlegde zangeres. Ze ging ook live optreden, wat ze nog niet eerder had gedaan.
In 1980 nam ze Donner pour donner op, een duet met Elton John die het samen met Berger had geschreven.
Verdere albums volgden:
- Tout pour la musique (1981)
- Débranche (1984)
- Babacar (1987), met naast de titelsong ook Évidemment (een hommage aan Daniel Balavoine die in 1986 was omgekomen in een helikopterongeluk tijdens de rally Parijs-Dakar) en Ella, elle l'a, een hommage aan Ella Fitzgerald
- Le Tour de France 88 (Live-album, 1988)
- Double jeu (duetten met Michel Berger, 1992).

Kort na het uitkomen van deze laatste plaat stierf Berger op 2 augustus 1992 aan een hartaanval. Enkele maanden na deze schok besloot Gall opnieuw te gaan optreden met de nummers die hij voor haar had geschreven en in 1995 bracht ze een nieuw album uit, France (opgenomen in Los Angeles).
In december 1997 stierf haar dochter Pauline aan de gevolgen van taaislijmziekte. Na deze nieuwe slag trok Gall zich terug uit de publiciteit en kwam nog slechts sporadisch voor het voetlicht. Ze bracht de meeste tijd door in haar huis in Senegal. Op 7 januari 2018 overleed zij op 70-jarige leeftijd in de Parijse voorstad Neuilly-sur-Seine aan de gevolgen van kanker.

## Discografie

### Albums
| Album met hitnotering(en) in de Vlaamse Ultratop 200 albums | Datum van verschijnen | Datum van binnenkomst | Hoogste positie | Aantal weken | Opmerkingen |
| ----------------------------------------------------------- | --------------------- | --------------------- | --------------- | ------------ | ----------- |
| L'intégrale bercy - Simple je                               | 2012                  | 04-08-2012            | 153             | 1            |             |
| Évidemment                                                  | 2013                  | 12-01-2013            | 14              | 22*          |             |

### Singles
| Single met eventuele hitnotering(en) in de Nederlandse Top 40 | Datum van verschijnen | Datum van binnenkomst | Hoogste positie | Aantal weken | Opmerkingen                                                    |
| ------------------------------------------------------------- | --------------------- | --------------------- | --------------- | ------------ | -------------------------------------------------------------- |
| Poupée de cire, poupée de son                                 | 1965                  | 10-04-1965            | 5               | 15           | won in 1965 voor Luxemburg het Eurovisiesongfestival in Napels |
| Il jouait du piano debout                                     | 1980                  | 08-11-1980            | 22              | 5            |                                                                |
| Ella elle l'a                                                 | 1988                  | 27-02-1988            | 30              | 4            |                                                                |

### NPO Radio 2 Top 2000
| Nummer met noteringen in de NPO Radio 2 Top 2000 | '99  | '00  | '01  | '02  | '03  | '04  | '05  | '06  | '07  | '08  |
| ------------------------------------------------ | ---- | ---- | ---- | ---- | ---- | ---- | ---- | ---- | ---- | ---- |
| Poupée de cire, poupée de son                    | 1265 | 1458 | 1334 | 1668 | 1658 | 1658 | 1082 | 1383 | 1732 | 1479 |

1. ↑  Een vetgedrukt getal geeft de hoogste notering aan.
2. ↑  Deze tabel is bijgewerkt tot en met de laatste editie (2024).

## Hits in Duitsland
- 1965 - Das war eine schöne Party
- 1966 - Wir sind keine Engel
- 1968 - A Banda (zwei Apfelsinen im Haar)
- 1968 - Der Computer Nr. 3
- 1968 - Merci, Herr Marquis
- 1969 - Links vom Rhein und rechts vom Rhein
- 1969 - Ein bißchen Goethe, ein bißchen Bonaparte
- 1971 - Zwei Verliebte zieh’n durch Europa
- 1972 - Für dreißig Centimes
- 1972 - Ein bisschen mogeln in der Liebe
- 1972 - Ich bin zuckersüß

- Bibsys: 3099009
- Biblioteca Nacional de España: XX936307
- Bibliothèque nationale de France: cb13894261j (data)
- Catàleg d'autoritats de noms i títols de Catalunya: 981058617488006706
- Gemeinsame Normdatei: 119296748
- International Standard Name Identifier: 0000 0000 7988 5702
- Library of Congress Control Number: no2001032830
- MusicBrainz: 385966f0-b912-4755-bad6-4780ebf3f4cd
- Nationale Bibliotheek van Israël: 987009849073905171
- Nederlandse Thesaurus van Auteursnamen: 073694320
- Istituto Centrale per il Catalogo Unico: DDSV088196
- SNAC: w6wq0ctf
- Système universitaire de documentation: 073925799
- Virtual International Authority File: 29717947
- WorldCat: E39PBJymwyMT7jh3gy6GdW9xDq

1956: Michèle Arnaud + Michèle Arnaud · 
1957: Danièle Dupré · 
1958: Solange Berry · 
1960: Camillo Felgen · 
1961: Jean-Claude Pascal · 
1962: Camillo Felgen · 
1963: Nana Mouskouri · 
1964: Hugues Aufray · 
1965: France Gall · 
1966: Michèle Torr · 
1967: Vicky Leandros · 
1968: Chris Baldo & Sophie Garel · 
1969: Romuald · 
1970: David Alexandre Winter · 
1971: Monique Melsen · 
1972: Vicky Leandros · 
1973: Anne-Marie David · 
1974: Ireen Sheer · 
1975: Geraldine · 
1976: Jürgen Marcus · 
1977: Anne-Marie Besse · 
1978: Baccara · 
1979: Jeane Manson · 
1980: Sophie & Magaly · 
1981: Jean-Claude Pascal · 
1982: Svetlana · 
1983: Corinne Hermès · 
1984: Sophie Carle · 
1985: Margo, Franck, Diane, Ireen, Malcolm & Chris · 
1986: Sherisse Laurence · 
1987: Plastic Bertrand · 
1988: Lara Fabian · 
1989: Park Café · 
1990: Céline Carzo · 
1991: Sarah Bray · 
1992: Marion Welter & Kontinent · 
1993: Modern Times · 
2024: Tali · 
2025: Laura Thorn
1956: Lys Assia · 
1957: Corry Brokken · 
1958: André Claveau · 
1959: Teddy Scholten · 
1960: Jacqueline Boyer · 
1961: Jean-Claude Pascal · 
1962: Isabelle Aubret · 
1963: Grethe & Jørgen Ingmann · 
1964: Gigliola Cinquetti · 
1965: France Gall · 
1966: Udo Jürgens · 
1967: Sandie Shaw · 
1968: Massiel · 
1969: Frida Boccara, Lenny Kuhr, Salomé, Lulu · 
1970: Dana · 
1971: Séverine · 
1972: Vicky Leandros · 
1973: Anne-Marie David · 
1974: ABBA · 
1975: Teach-In · 
1976: Brotherhood of Man · 
1977: Marie Myriam · 
1978: Izhar Cohen & The Alphabeta · 
1979: Gali Atari & Milk & Honey · 
1980: Johnny Logan · 
1981: Bucks Fizz · 
1982: Nicole · 
1983: Corinne Hermès · 
1984: Herreys · 
1985: Bobbysocks · 
1986: Sandra Kim · 
1987: Johnny Logan · 
1988: Céline Dion · 
1989: Riva · 
1990: Toto Cutugno · 
1991: Carola Häggkvist · 
1992: Linda Martin · 
1993: Niamh Kavanagh · 
1994: Paul Harrington & Charlie McGettigan · 
1995: Secret Garden · 
1996: Eimear Quinn · 
1997: Katrina & the Waves · 
1998: Dana International · 
1999: Charlotte Nilsson · 
2000: Olsen Brothers · 
2001: Tanel Padar, Dave Benton & 2XL · 
2002: Marie N · 
2003: Sertab Erener · 
2004: Ruslana · 
2005: Elena Paparizou · 
2006: Lordi · 
2007: Marija Šerifović · 
2008: Dima Bilan · 
2009: Alexander Rybak · 
2010: Lena Meyer-Landrut · 
2011: Ell & Nikki · 
2012: Loreen · 
2013: Emmelie de Forest · 
2014: Conchita Wurst · 
2015: Måns Zelmerlöw · 
2016: Jamala · 
2017: Salvador Sobral · 
2018: Netta Barzilai ·
2019: Duncan Laurence ·
2021: Måneskin ·
2022: Kalush Orchestra ·
2023: Loreen ·
2024: Nemo